# Richard Stone (compositeur)
Pour l'économiste, voir Richard Stone.
Richard Stone est un compositeur américain né le 27 novembre 1953 à Philadelphie, Pennsylvanie (États-Unis), décédé le 9 mars 2001 à West Hills (Californie).

## Filmographie
- 1987 : Summer Heat
- 1987 : Ultime épreuve (North Shore)
- 1988 : Never on Tuesday
- 1989 : Pumpkinhead : Le Démon d'Halloween (Pumpkinhead)
- 1990 : Poudre jaune  (Vietnam, Texas) de Robert Ginty
- 1990 : Tripwire
- 1990 : Brigade de choc à Las Vegas ("Nasty Boys") (série télévisée)
- 1991 : Le piège du désir (TV)
- 1991 : Sundown: The Vampire in Retreat
- 1992 : Les Vacances des Tiny Toon (Tiny Toon Adventures: How I Spent My Vacation) (vidéo)
- 1993 : Les Animaniacs (série télévisée)
- 1994 : Tiny Toon Adventures: Spring Break Special (TV)
- 1995 : That's Warner Bros.! (série télévisée)
- 1995 : Carrotblanca (court-métrage)
- 1995 : Freakazoid! (série télévisée)
- 1998 : Pinky, Elmyra & the Brain (série télévisée)
- 1998 : Histeria! (série télévisée)
- 1999 : Wakko's Wakko en folie (Wakko's Wish) (film d'animation)